# Asimov's Chronology of Science and Discovery
Asimov's Chronology of Science and Discovery (Cronologia das Ciências e das Descobertas) é um livro de não-ficção do Escritor Estadunidense Isaac Asimov.
Este livro contém em ordem cronológica, práticamente todas as invenções e descobertas do homem, desde as cavernas até 1988.
Alguns tópicos incluem:
- Como o fogo foi dominado, em 500.000 a.C.
- Por que o zero foi acrescentado ao sistema numeral, em 810
- Quem inventou o microscópio, em 1590.
- Como foi o primeiro vôo num balão em 1783
- A descoberta do Raio-x em 1895
- Como se identificou o DNA, em 1944
- Como veio ao mundo o primeiro bebê de proveta, em 1978